# Ronden (program)
Ronden är ett svenskt medicinskt poddradioprogram. Drivande bakom podcasten är internmedicinaren Christian Unge. Podcasten varit aktiv under tre perioder, där de övriga medverkande har varierat. Ronden hade premiär den 8 juni 2013 och avhandlar olika ämnen inom medicin och sjukvård, men har som uttalat mål att göra det på ett sätt som är begripligt för den större allmänheten. 
Ursprungligen drevs podcasten Christian Unge tillsammans medinfektionsläkaren Anders Ternhag. En längre period var även anestesiläkaren Märit Halmin med och drev podden, men valde att sluta tidiga 2018. Initialt medverkade även dåvarande AT-läkaren Totte Stub. Ronden nominerades 2016 till Svenska Poddpriset i kategorin "Vetenskap och medicin". Efter fem år och 100 producerade avsnitt tog podcasten sin första längre paus i juni 2018. Upphovsmakarna förklarade beslutet med att podden tog för mycket tid att producera.
Podden hade sedermera nypremiär i mars 2020, denna gången med Christian Unge och journalisten Kattis Ahlström som programledare. Efter att det tioende avsnittet gavs ut i juli 2020 hade podden sitt andra längre uppehåll.
Podden uppstod sedan för tredje gången i oktober 2022 i dess nuvarande form. Medverkar gör, utöver Christian Unge, även psykiatern Totte Stub, AT-läkaren Rebecka Wadsted samt kirurgen Andreas Wladis.